# Untenrohleder
Untenrohleder ist eine Hofschaft im Norden der bergischen Großstadt Wuppertal.

## Lage und Beschreibung

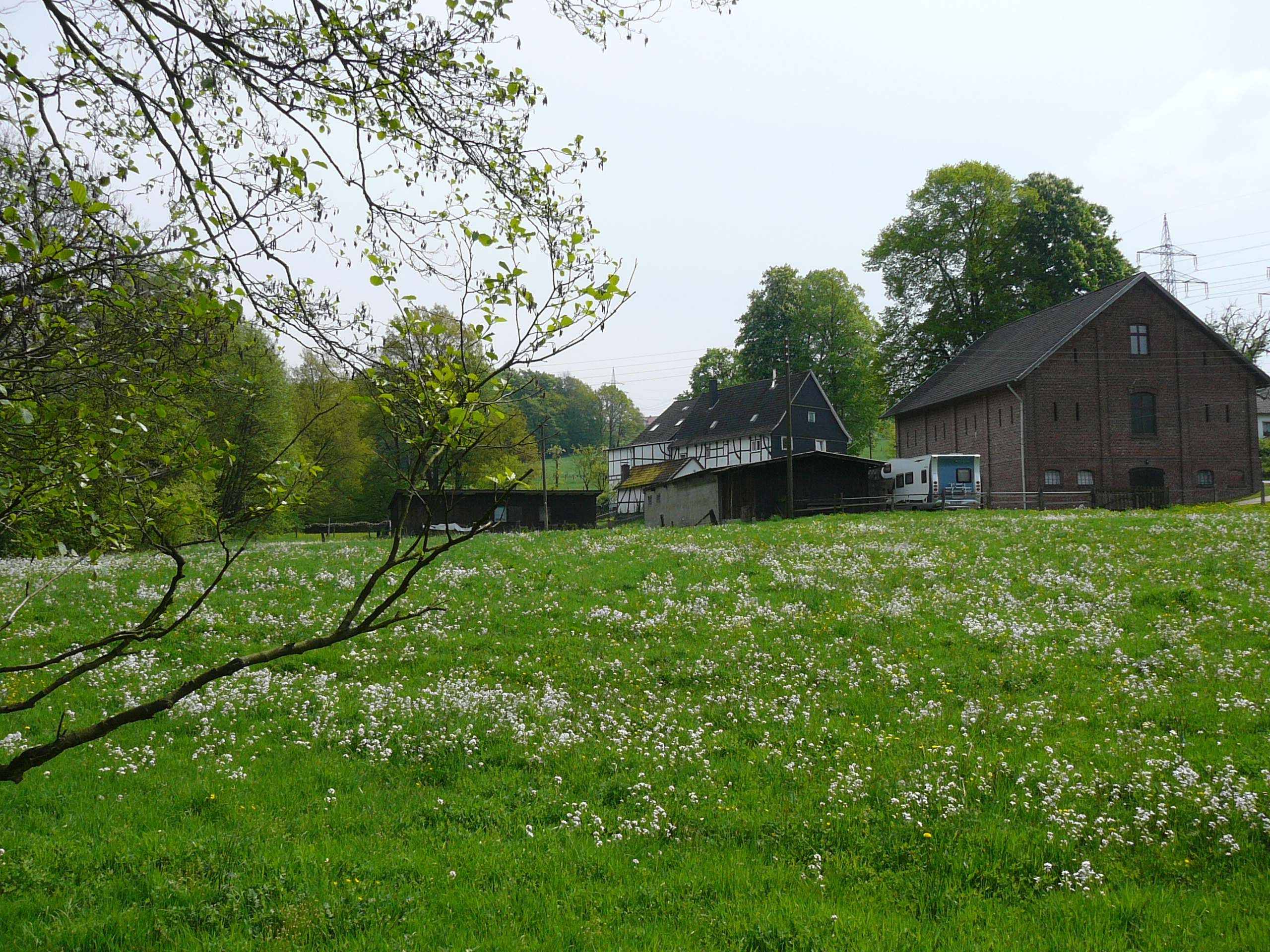
Untenrohleder, Blick auf das ehemalige Wirtshaus

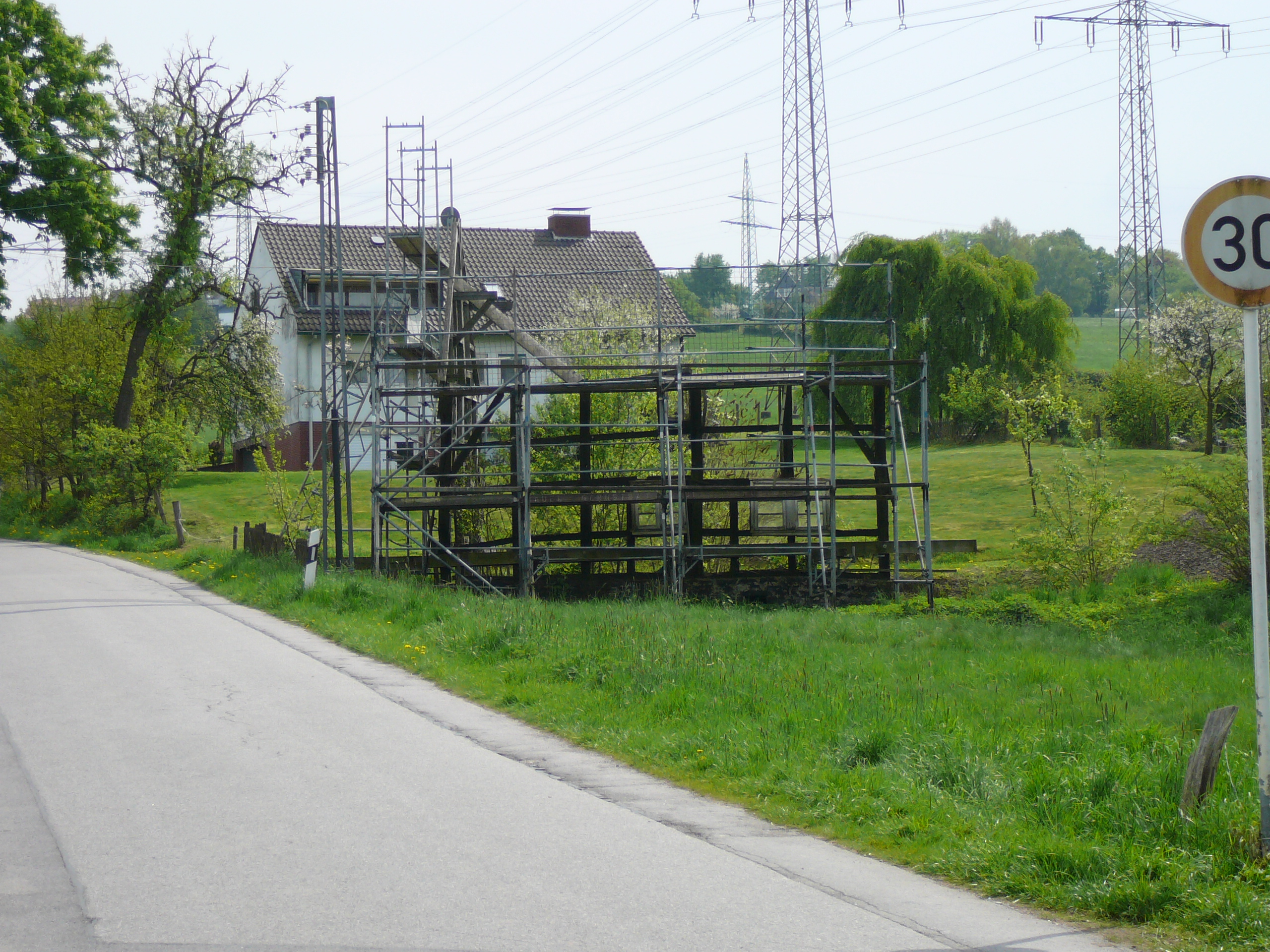
Das abgebrochene Untenrohleder 2

Die Hofschaft liegt im Nordosten des Wohnquartiers Siebeneick im Stadtbezirk Uellendahl-Katernberg auf einer Höhe von 230 m ü. NHN im Tal des Heidacker Bachs. 
Benachbarte Orte sind die unmittelbar angrenzenden Orte Brink, Frickenhaus, Heidacker und Schmitzhaus, sowie die umgebenden Orte Obenrohleder, Schneis, Saurenhaus, Schmürsches, Mutzberg, Dümpel, Fingscheidt, Worth, Schevensiepen, Krieg und Wolfsholz. Nordöstlich befindet sich die Erhebung Woltersberg im Waldgebiet Große Busch/An Woternocken.
In der lokalen Mundart wurde der Ort auch als ongen Roaleederesch oder kleen Roaleederesch bezeichnet.

## Geschichte
Der Hof Untenrohleder wurde erstmals als Gut Roledershauß in einem Kaufvertrag von dem 13. November 1596 urkundlich erwähnt. In dieser Zeit trug er auch den Namen Roleder bzw. Unten zu Roleder. 1703 ist die Zugehörigkeit zur Hardenberger Bauerschaft Oberste Siebeneick beurkundet. Von dem Hof Rohleder (heutige Anschrift Untenrohleder 1) spaltete sich ein Sechstel ab. Dieser Abspliss wird Kleen Roaleedersch (Kleinrohleder, heutige Anschrift Untenrohleder 2) genannt.
Der Ort ist auf der Gemeinde Charte des Parzellar Katasters der Bürgermeisterei Hardenberg von 1815/16 als Unten Roledar eingezeichnet. Im 19. Jahrhundert gehörte Untenrohleder zu der Bauerschaft Obensiebeneick und der Kirchengemeinde Dönberg in der Bürgermeisterei Hardenberg, die 1935 in Neviges umbenannt wurde. Damit gehörte es von 1816 bis 1861 zum Kreis Elberfeld und ab 1861 zum alten Kreis Mettmann. 
Im Gemeindelexikon für die Provinz Rheinland von 1888 werden zwei Wohnhäuser mit zehn Einwohnern angegeben.
Mit der Kommunalreform von 1929 wurde der südöstliche Teil von Obensiebeneick um Untenrohleder abgespalten und zusammen mit südlichen Dönberger Ortschaften in die neu gegründete Stadt Wuppertal eingemeindet, der Rest Obensiebeneicks verblieb zunächst bei Neviges. Durch die nordrhein-westfälische Gebietsreform kam Neviges mit Beginn des Jahres 1975 zur Stadt Velbert und das restliche Obensiebeneick wurde ebenfalls Wuppertal eingemeindet.
Im 19. Jahrhundert entstanden in Untenrohleder weitere Gebäude, darunter ein Wirtshaus.

## Denkmalgeschützte Häuser
Das 1686 erbaute Fachwerkhaus Untenrohleder 2 (Kleinrohleder) galt neben seinem Nachbarhaus Untenrohleder 3 (Klein Frickenhaus) als ältestes noch erhaltenes Haus in Wuppertal und war seit 1994 aufgrund des selten nachgewiesenen regionalen Haustyps denkmalgeschützt. Im Jahr 2004 wollte der Eigentümer des Hauses Untenrohleder 2 ohne vorhergehende detaillierte Absprache mit der zuständigen Denkmalbehörde der Stadt Wuppertal das Haus sanieren und ebenfalls einen Anbau anfügen. Dabei trug er das Gefache vollkommen ab und ließ nur Teile des Balkenskelettes stehen. 
Nach Kenntnisnahme des Zustandes wurde am 2. November 2004 das Haus von Amts wegen aus der Denkmalliste der Stadt Wuppertal ausgetragen, da nun die Eintragungsvoraussetzungen nicht mehr gegeben waren. Der Eigentümer wurde wegen der Zerstörung des Kulturdenkmals zu einem hohen Bußgeld verurteilt, ein Bau eines neuen Hauses an dieser Stelle ist grundsätzlich nicht genehmigungsfähig. Der finale Abriss ist von Amts wegen ebenfalls nicht gestattet.